# Långsjön (Graninge socken, Ångermanland, 698167-156929)
Långsjön är en sjö i Sollefteå kommun i Ångermanland och ingår i Ångermanälvens huvudavrinningsområde. Sjön har en area på 0,394 kvadratkilometer och ligger 286 meter över havet. Sjön avvattnas av vattendraget Ledingsån (Bruksån).

## Delavrinningsområde
Långsjön ingår i det delavrinningsområde (698063-156954) som SMHI kallar för Utloppet av Långsjön. Medelhöjden är 344 meter över havet och ytan är 3,94 kvadratkilometer. Räknas de 5 avrinningsområdena uppströms in blir den ackumulerade arean 17,59 kvadratkilometer. Ledingsån (Bruksån) som avvattnar avrinningsområdet har biflödesordning 3, vilket innebär att vattnet flödar genom totalt 3 vattendrag innan det når havet efter 111 kilometer. Avrinningsområdet består mestadels av skog (76 procent). Avrinningsområdet har 0,38 kvadratkilometer vattenytor vilket ger det en sjöprocent på 9,7 procent.